# Sumaca
La sumaca (o zumaca; del neerlandés smak) es un tipo de barco pequeño y plano.

## Descripción
Parecido al bergantín goleta, lleva dos palos, el de proa aparejado de polacra, y el de popa] (el mayor) de goleta solamente con vela cangreja (sin gavia). 
Muy usada para cabotaje en el Río de la Plata y las costas del Brasil sirvió también para travesías oceánicas tanto como mercantes cual como buques de guerra.
En un informe de 1789 referente a actividades desarrolladas en Montevideo se habla de una sumaca y en pie de página se explica que: "Sumaca es una especie de goleta con cubierta y sirve sobremanera para la navegación por el río."
Debido a su similitud, en Buenos Aires existía un mismo registro para bergantines y sumacas. Por ejemplo, la Santísima Trinidad, un bergantín aparejado de goleta, figuraba como sumaca.
Otros ejemplos de sumacas en la Armada Argentina son la Uruguay, que participó de la Batalla de Juncal e impidió el rescate por parte de la flota brasilera del bergantín Dona Januária, la Itati de 10 cañones y 175 t, desde la que Brown libró el Combate naval del Buceo, etc.